# Крива круша
 Тази статия е за селото в България.  За селото в Северна Македония вижте Крива круша (Община Чашка).  
Крѝва кру̀ша е село в Югоизточна България, община Нова Загора, област Сливен.

## География
Село Крива круша се намира на около 40 km запад-югозападно от областния център град Сливен, около 12 km северозападно от общинския център град Нова Загора и около 25 km североизточно от град Стара Загора. Разположено е в южните склонове на Сърнена Средна гора, на около 2 km южно от билото ѝ и от връх Дебела глава (689,6 m) и на около 4 km от намиращия се отвъд билото язовир Жребчево. Теренът в селото е с умерен наклон на юг-югоизток, а надморската височина в центъра му е около 390 m. Климатът е умереноконтинентален.
Общински път през селото води: на североизток – до връзка с второкласния републикански път II-55, водещ на югоизток през село Асеновец до връзка в северозападния край на град Нова Загора с второкласния републикански път II-66, а на северозапад през село Паничерево – до връзка с първокласния Подбалкански път; на югоизток – през село Караново до връзка с републиканския път II-66.
Землището на село Крива круша граничи със землищата на: село Паничерево на север; село Баня на североизток; село Асеновец на изток; село Брястово на изток; село Караново на юг; село Руманя на югозапад; село Братя Кунчеви на северозапад.
В землището на Крива круша има 2 микроязовира – „Дермен дере 1 (Дермен дере 1-18)“ и „Дермен дере 2“.
Населението на село Крива круша, наброявало 393 души при преброяването към 1934 г., намалява до 38 души (по служебен документ на НСИ от 2022-12-31) към 2022 г.
При преброяването на населението към 1 февруари 2011 г., от обща численост 35 лица, за 22 лица е посочена принадлежност към „българска“ етническа група, за 9 към „ромска“, за 2 – „не отговорили“, а за принадлежност към „турска“, „други“ и „не се самоопределят“ не са посочени данни.

## Религии
Християнска религия

## История
Според предания, селото е създадено от преселници, бягащи от огнище на чума.
След Руско-турската война (1877 – 1878 г.) по Берлинския договор 1878 г. селото остава в Източна Румелия; присъединено е към България след Съединението 1885 г.
При преброяването на населението през 1893 г. в село Крива круша има 42 сгради и 249 жители. При преброяването през 1934 г. сградите са 66, а жителите – 385.
От 1920-те години ученици от Крива круша учат в откритата през 1921 г. в село Караново прогимназия.
През 1954 г. съществувалата до тогава кооперация в село Крива круша се закрива и преминава към кооперацията в село Караново, която през 1958 г. изгражда в Крива круша нова търговска сграда с магазин за хранителни и промишлени стоки и заведение за обществено хранене.
От януари 1959 г. съществуващото Трудово кооперативно земеделско стопанство (ТКЗС) в село Крива круша е включено в обединеното ТКЗС (ОТКЗС) „Сталин“ с център село Караново, в което са включени и ТКЗС от селата Брястово, Загорци и Събрано.